# Hualtacal (Piura)
Hualtacal es un caserío peruano ubicado en el distrito de Querecotillo, perteneciente a la provincia de Sullana del departamento de Piura, al norte del Perú. En el 2017 tenía una población de 270 habitantes.